# Sphingonotus caerulans
Sphingonotus caerulans es una especie de saltamontes perteneciente a la subfamilia Oedipodinae de la familia Acrididae. Esta especie se distribuye en Europa central y Europa septentrional, siendo sus límites el norte de Francia, el este de Suecia y el sur de Finlandia. En Europa central y septentrional, la especie está restringida a ambientes especiales de baja vegetación, en los que el suelo permanece libre de vegetación. Sphingonotus caerulans es muy común, especialmente en brezales rocosos en el área mediterránea.